# Dokuzkonak, Tirebolu
Dokuzkonak là một xã thuộc huyện Tirebolu, tỉnh Giresun, Thổ Nhĩ Kỳ. Dân số thời điểm năm 2011 là 240 người.